# Stazione di Hoshikawa (Kanagawa)
La stazione di Hoshikawa (星川駅?, Hoshikawa-eki) è una stazione ferroviaria situata nel quartiere di Hodogaya-ku della città giapponese di Yokohama, nella prefettura di Kanagawa, ed è servita dalla linea Sagami principale delle Ferrovie Sagami.

## Linee
Ferrovie Sagami
■■ Linea Sagami principale

## Struttura
La stazione è dotata di due marciapiedi a isola, con quattro binari passanti in superficie. 
Durante l'ora di punta, presso questa stazione avvengono gli appuntamenti fra i treni rapidi e i treni locali, che fermano lungo gli stessi marciapiedi per agevolare gli interscambi.
Inoltre, a partire da questa stazione, per circa 1,8 km, fino alla precedente stazione di Tennōchō, sono in corso i lavori di innalzamento del piano del ferro allo scopo di eliminare 9 passaggi a livello. I lavori dovrebbero terminare per il 2018.
| 1-2 | ■ Linea Sagami principale | per Futamatagawa, Ebina e Shōnandai |
| 3-4 | ■ Linea Sagami principale | per Yokohama                        |

## Stazioni adiacenti
| «                                       | Servizio                | »                       |
| Linea Sagami principale                 | Linea Sagami principale | Linea Sagami principale |
| --------------------------------------- | ----------------------- | ----------------------- |
| Tennōchō                                | Locale                  | Wadamachi               |
| Yokohama                                | Rapido                  | Tsurugamine             |
| Le altre tipologie di treni non fermano |                         |                         |